# Ікель
Ікель — річка, права притока Дністра, що впадає в Дністер біля села Кошерніца (Кріуленський район). Довжина річки — 101 км. Площа водозбірного басейну — 814 км². Річний обсяг стоку — 20,5 млн м³.
Впадання у Дністер, від гирла — 322 км.
Середньорічний стік — 0,65 м³/с.
Загальне падіння від початку до гирла — 223 м.
Ікель належить до 8 найбільших річок Молдови, довжина яких перевищує 100 км. Він у цьому списку останній.
Біля села Фаурешти в річку впадає невеликий струмок із найближчого відкритого джерела з якісною питною водою.

## Екологічний стан
У річку здійснюється стік каналізації з населених пунктів Ратуш, Мегдечешть, Пашкани, Криково, Чореску, Феурешть, Гояни, Грушево, Бошкана, Кошерниця та інших, в яких немає очисних споруд, або вони зношені. Береги річки частково засмічено побутовими відходами.